# Baia di Maury
La baia di Maury è una baia situata nella zona orientale delle costa Banzare, nella parte orientale della Terra di Wilkes, in Antartide. All'interno della baia, i cui confini sono costituiti da punta Clark, a ovest, e punta Stuart, a est, si gettano diversi ghiacciai, tra cui il Blair e il Bell.

## Storia
La baia di Maury  stata mappata nel 1955 da G. D. Blodgett grazie a fotografie aeree scattate durante l'operazione Highjump, 1946-1947, ed è stata così battezzata dal Comitato consultivo dei nomi antartici in onore del tenente William Lewis Maury, membro dell'equipaggio del Porpoise, un bricco facente parte della Spedizione di Wilkes, 1838-42, ufficialmente conosciuta come "United States Exploring Expedition" e comandata da Charles Wilkes.